# Liège-Bastogne-Liège 1999
Liège-Bastogne-Liège 1999 est la 85e édition de la classique cycliste Liège-Bastogne-Liège. Le Belge Frank Vandenbroucke s'y est imposé.

## Récit de la course
km 170

Laurent Jalabert, deuxième des deux éditions précédentes, tente un coup de poker en attaquant de loin.

km 215

Après avoir compté jusqu'à environ 1 minute d'avance, Laurent Jalabert est repris par le peloton.

km 226

Dans la Côte de La Redoute, Michele Bartoli est le premier à attaquer. Frank Vandenbroucke le rejoint et les deux hommes s'expliquent au sprint dans les pourcentages les plus sévères dans un formidable duel. "VDB" prend l'avantage sur son rival et bascule au sommet avec 8 secondes d'avance sur Michele Bartoli, Maarten den Bakker et Michael Boogerd.

km 233

Un regroupement de 17 coureurs s'opère en tête de la course.

km 258

Dans la Côte de Saint-Nicolas, Michael Boogerd attaque et c'est de nouveau Frank Vandenbroucke qui le rejoint. Au plus fort de la pente, Frank Vandenbroucke place une contre-attaque à laquelle Boogerd ne peut répondre. Derrière, Michele Bartoli et Maarten den Bakker se détachent pour les troisième et quatrième places.

km 264

Frank Vandenbroucke s'impose en solitaire.

## Classement
| \| 1. \| Frank Vandenbroucke \| Belgique \| Cofidis \| en \| 6 h 25 min 36 s \| \| 2. \| Michael Boogerd \| Pays-Bas \| Rabobank \| à \| 30 s \| \| 3. \| Maarten den Bakker \| Pays-Bas \| Rabobank \| \| 41 s \| \| 4. \| Michele Bartoli \| Italie \| Mapei-Quick Step \| \| 44 s \| \| 5. \| Paolo Bettini \| Italie \| Mapei-Quick Step \| \| 54 s \| \| 6. \| Niki Aebersold \| Suisse \| Rabobank \| \| 55 s \| \| 7. \| Markus Zberg \| Suisse \| Rabobank \| \| 55 s \| \| 8. \| Oscar Camenzind \| Suisse \| Lampre-Daikin \| \| 56 s \| \| 9. \| Udo Bölts \| Allemagne \| Telekom \| \| 56 s \| \| 10. \| Laurent Roux \| France \| Casino \| \| 56 s \| \| 71 classés \| \| \| \| \| \| |                     |           |                  |    |                 |
| 1. | Frank Vandenbroucke | Belgique  | Cofidis          | en | 6 h 25 min 36 s |
| 2. | Michael Boogerd     | Pays-Bas  | Rabobank         | à  | 30 s            |
| 3. | Maarten den Bakker  | Pays-Bas  | Rabobank         |    | 41 s            |
| 4. | Michele Bartoli     | Italie    | Mapei-Quick Step |    | 44 s            |
| 5. | Paolo Bettini       | Italie    | Mapei-Quick Step |    | 54 s            |
| 6. | Niki Aebersold      | Suisse    | Rabobank         |    | 55 s            |
| 7. | Markus Zberg        | Suisse    | Rabobank         |    | 55 s            |
| 8. | Oscar Camenzind     | Suisse    | Lampre-Daikin    |    | 56 s            |
| 9. | Udo Bölts           | Allemagne | Telekom          |    | 56 s            |
| 10. | Laurent Roux        | France    | Casino           |    | 56 s            |
| 71 classés |                     |           |                  |    |                 |